# Ackevillan

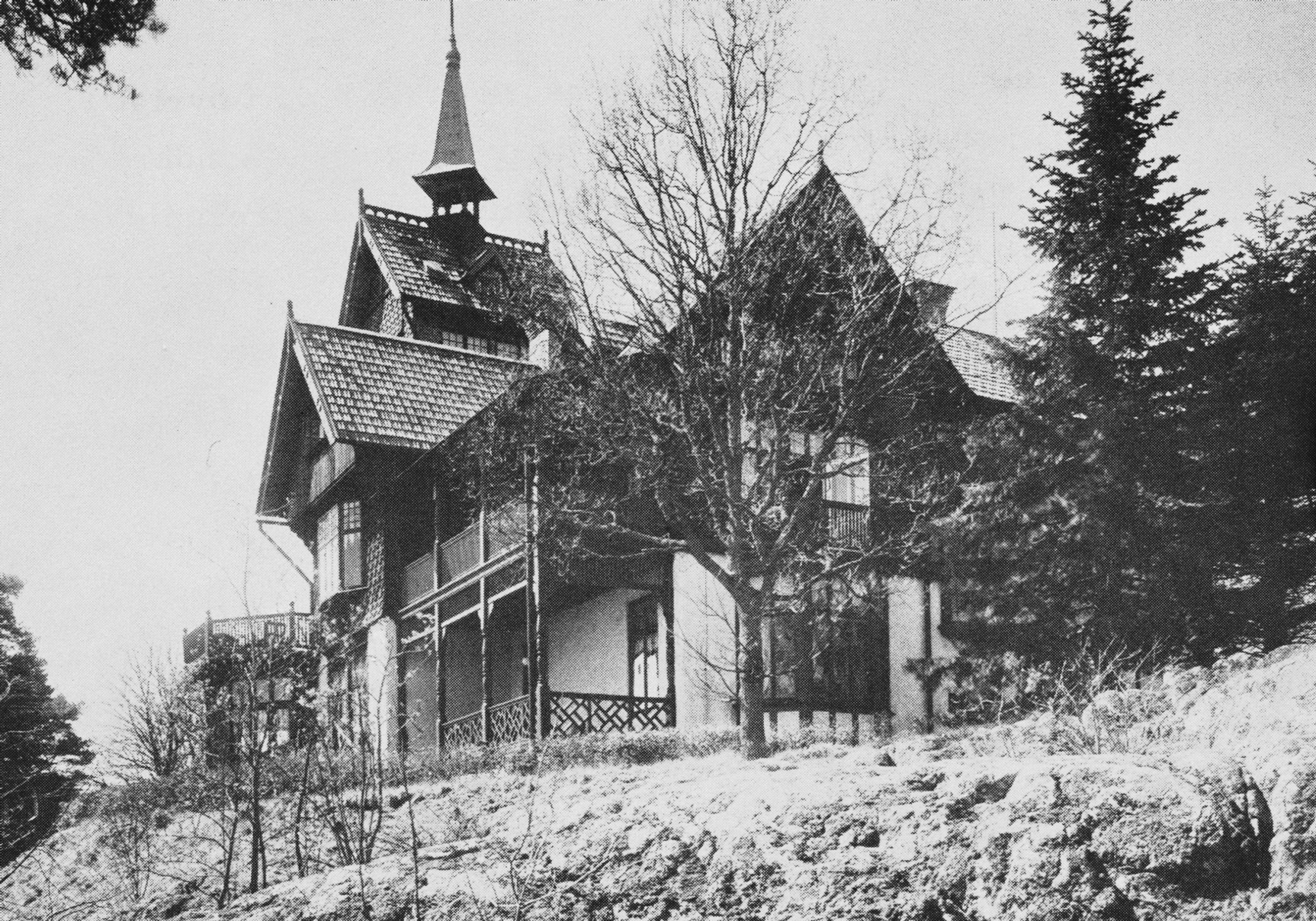
Ackevillan på 1900-talets början.

Ackevillan var en byggnad i Saltsjöbaden, Nacka kommun. Villan uppfördes 1892 som sommarnöje för affärsmannen Arthur Thiel efter ritningar av arkitekt Erik Josephson. Villan revs 1972. Strax intill byggde brodern Ernest Thiel Villa Bikupan som finns kvar.

## Historik

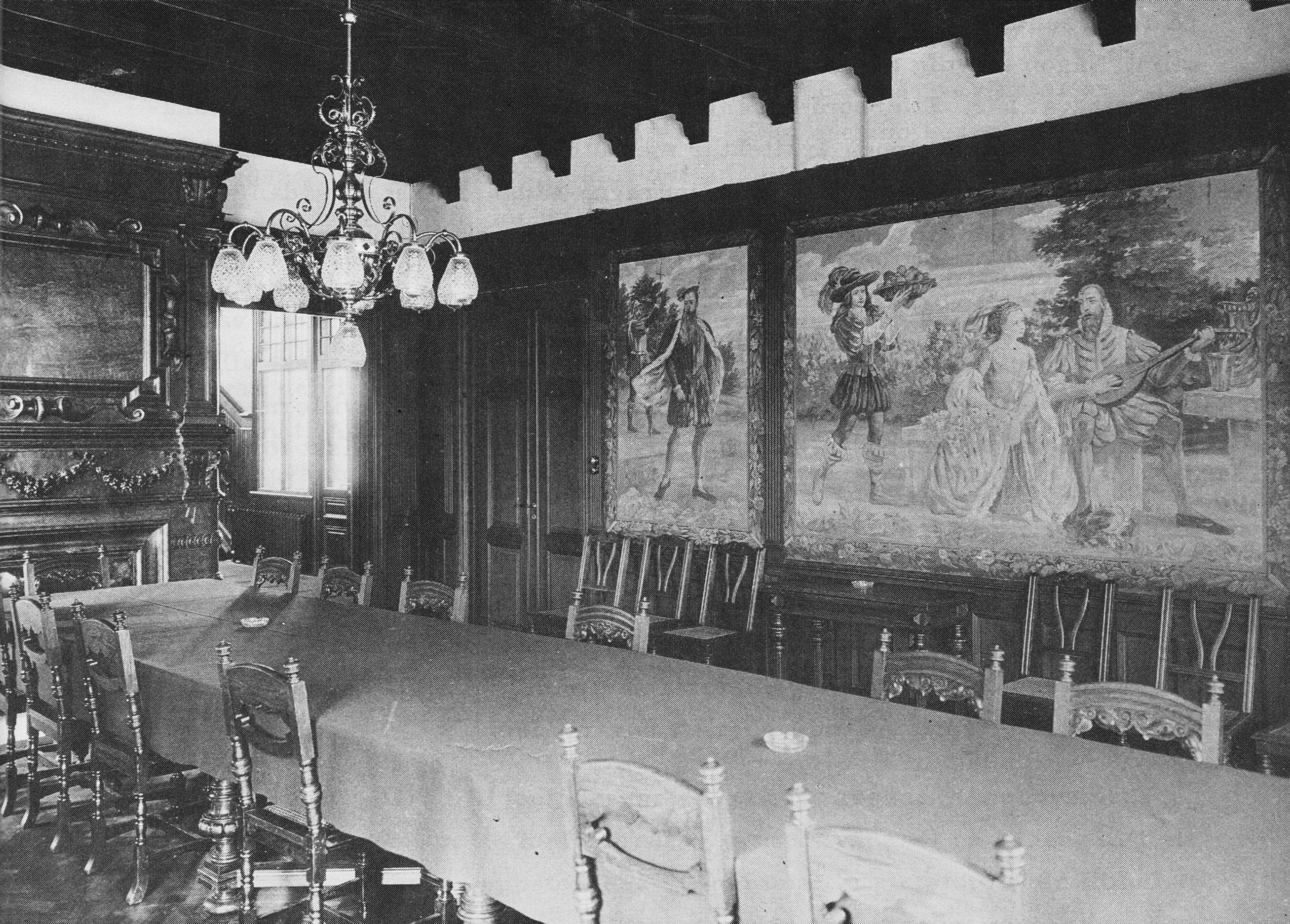
Matsalen med Ackes målningar.

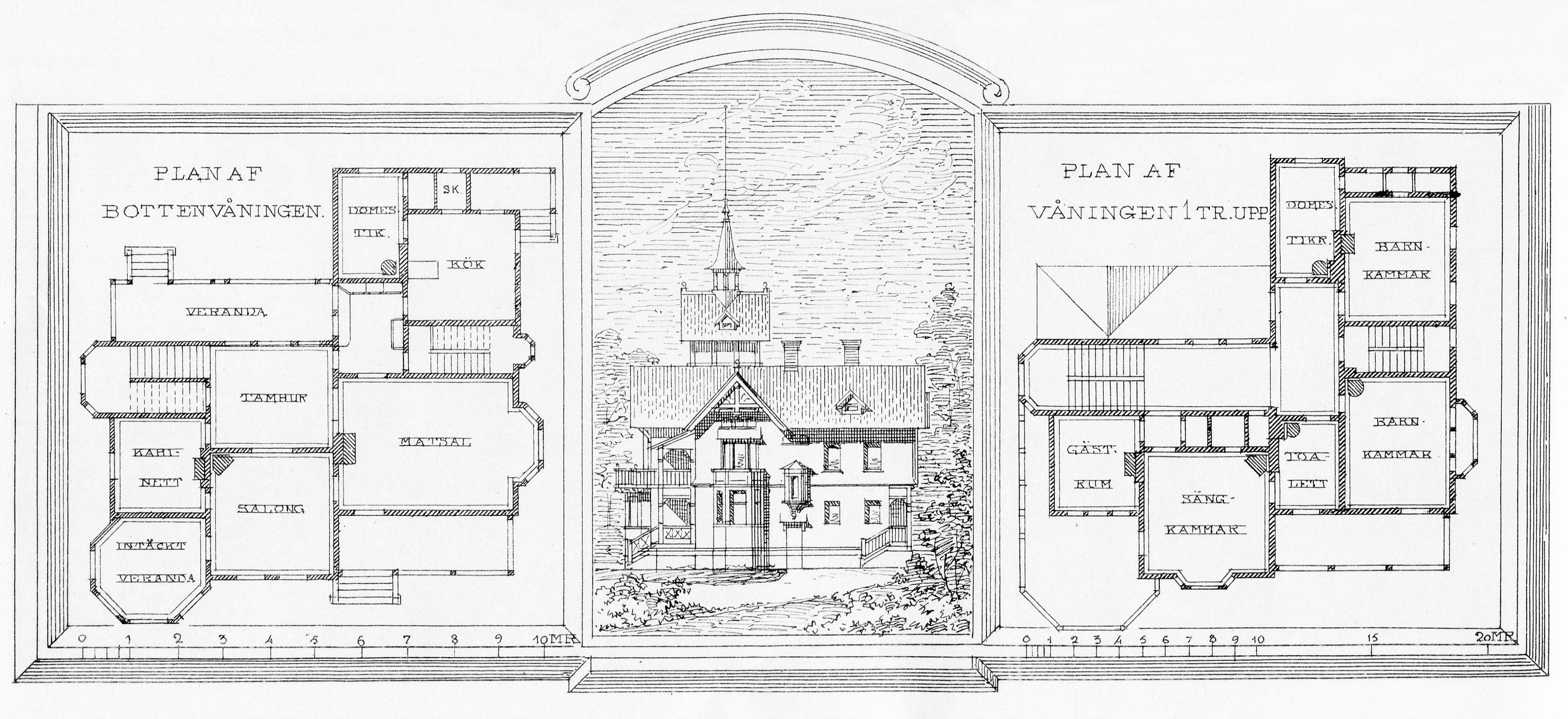
Villans planer och fasad.

På Sjöudden, en hög udde med vidsträckt utsikt över Baggensfjärden, köpte bröderna Ernest och Arthur Thiel ett markområde för att låta uppföra två exklusiva sommarvillor som kallas idag Villa Bikupan respektive Ackevillan. På Sjöudden anlades också stall, tvättstuga, brygga och växthus. Till arkitekt anlitade bröderna Erik Josephson som gav villorna ett snarlikt utseende. År 1882 tog bröderna Thiel och deras familjer sina villor i besittning, och området döptes av dem till ”Vårgård” (se Vår Gård).
Arthur Thiels villa stod ett 50-tal meter söder om Ernest Thiels villa, var av trä, hade två våningar och ursprungligen ett torn. Husets fasader inspirerades av amerikanska förebilder och amerikansk stick style. Fasaderna i övre våningsplanet var klädda med brunfärgad spån medan övriga fasader putsades och avfärgades i vit kulör med inslag av korsvirke. Räcken och pelare för balkonger och verandor målades i lysande rödockra kulör. Material, teknik och färgsättning var ungefär desamma för Ackevillan och Bikupan men Bikupan hade inget högt, spetsigt torn utan ett lågt och runt som liknade ett lusthus.
Ackevillan har sitt namn efter stora målningarna i matsalen utförda av konstnären J.A.G. Acke. Bland dem fanns oljemålningen ”Kung Erik och livdrabanten” som köptes av Arthur Thiel 1892 och består av en berättelse i sex delar "Erik XIV:s kärlekssaga med Karins Månsdotter" som numera hänger i Sundellhallen på Villa Skärtofta.
År 1909 köpte Arthur Thiel broderns villa och blev då ensam ägare av udden "Vårgård". 1924 förvärvade Kooperativa förbundet Sjöudden av Thiel inklusive båda villorna för 165 000:- kronor och kontraktet undertecknades den 2 oktober 1924. Villorna byggdes om till skola och kursgård vars verksamhet började 1926. 1972 revs Ackevillan och ett radhusområde med 27 personalbostäder uppfördes på dess plats. Bikupan fick stå kvar och byggdes om till fem bostadsrättslägenheter.